# NoFollow / DoFollow
 Der er for få eller ingen kildehenvisninger i denne artikel, hvilket er et problem. Du kan hjælpe ved at angive troværdige kilder til de påstande, som fremføres i artiklen.

NoFollow og DoFollow er begreber, der bruges i sammenhæng med internettets link-struktur. De er vigtige for søgemaskineoptimering (SEO), da de påvirker, hvordan søgemaskiner vurderer relevansen og autoriteten af websider.
NoFollow-links er links, der indeholder en "nofollow" rel-attribut. Det fortæller søgemaskinerne, at dette link skal ignoreres, når de analyserer websidens indhold og dens relevans for søgninger. NoFollow-links bruges ofte, når en side linker til en side, der ikke er relevant eller betroet, eller når en side ønsker at undgå at støtte et andet websted ved at give det en "link juice".
DoFollow-links er links, der ikke har "nofollow" rel-attribut. De giver "link juice" til det linkede websted, hvilket kan bidrage til at øge dets rangering i søgemaskiner. DoFollow-links er normalt set som en anerkendelse af indholdet på det linkede websted, og de bruges ofte af websider, der ønsker at fremme deres egne søgerangeringer ved at linke til relevante, troværdige kilder.
Det er værd at bemærke, at NoFollow-links stadig kan føre til trafik til det linkede websted, selvom de ikke giver "link juice". Derfor kan de stadig være nyttige i en strategi for internettrafik og markedsføring.
konklusion er NoFollow og DoFollow begreber, der er relevante for SEO og påvirker, hvordan søgemaskiner vurderer relevansen og autoriteten af websider. Websider kan vælge at bruge enten NoFollow eller DoFollow-links afhængigt af deres mål med at linke til andre sider.